# Archivio di Stato dell'Aquila
L'Archivio di Stato dell'Aquila è un organo del MiC a competenza provinciale, preposto alla conservazione dei documenti provenienti dagli uffici degli enti statali, ma anche di quelli pubblici e dei soggetti produttori privati. L'archivio ha la sede centrale nel capoluogo abruzzese, ma ne fanno parte anche le sezioni distaccate di Avezzano e Sulmona. La sede storica era sita nel Palazzo della Prefettura (Piazza della Repubblica, 11), ma, a seguito dei crolli avvenuti per il terremoto dell'Aquila del 6 aprile 2009, è stata spostata nel Nucleo Industriale di Bazzano (Via Galileo Galilei, 2).

## Storia
L'Archivio dell'Aquila fu istituito come Archivio provinciale del Regno delle Due Sicilie con decreto 22 ott. 1812 [Bullettino regno Napoli, 1812, n. 1524.] e successivo regolamento adottato con decreto 12 nov. 1818 [Collezione regno Due sicilie, 1818, n. 1379.]. Di fatto, la sua attività cominciò nel 1835, con sede principale l'ex convento della Chiesa di Sant'Agostino (oggi Palazzo della Prefettura). Come tutti gli altri archivi del Sud Italia, con r.d. 22 sett. 1932, n. 1391, assunse il nome di Archivio provinciale di Stato; con l.22 dic. 1939, n. 2006, quello di Sezione di Archivio di Stato; infine, a seguito del d.p.r. 30 sett. 1963, n. 1409, quello di Archivio di Stato. Nel corso degli anni, con l'accrescersi del patrimonio documentario, l'Archivio si estese con altre sedi sussidiarie nel centro storico dell'Aquila: un appartamento a Palazzo Sidoni (Piazza della Repubblica, 17) e un palazzo in Via del Cardinale, 2; con il crollo dei locali a seguito del terremoto del 2009, l'Archivio è stato spostato con tutto il suo patrimonio in un edificio moderno nel nucleo industriale della frazione di Bazzano, in Via Galileo Galilei, 2. È previsto che al suo ritorno nel centro storico della città l'archivio ponga la propria sede nella ex Caserma Luigi De Amicis, antico convento annesso alla basilica di San Bernardino.

## Direttori
- Leopoldo Cassese (1930-1934)
- Agostino Attanasio (2007-2008)
- Ferruccio Ferruzzi (2009-2012)
- Paolo Buonora (2012-2015)
- Daniela Nardecchia (2015-2020)
- Sebastiana Ferrari (2020-2022)
- Marta Vittorini (dal 2022)[6]